# Wallace & Gromit: A Close Shave
Wallace & Gromit: A Close Shave (bra: Wallace & Gromit: Tosa Completa; prt: Wallace & Gromit: A Tosquiadela) é uma curta-metragem de animação produzida pelo animador inglês Nick Park. É a partir deste curta que surge o personagem Shaun, que mais tarde viria a ser o protagonista de sua própria série Shaun, o Carneiro.

## Dublagem Brasileira (Herbert Richers)
- Wallace - Francisco José
- Wendolene - Nelly Amaral

## Enredo
Wallace se apaixona pela bela Wendolene enquanto Gromit é preso, acusado de matar uma ovelha sendo que Preston, o maquiavélico cão dessa dama causou toda essa confusão.

## Prêmios
| Ano  | Prêmio                                     | Concebido por | Status |
| ---- | ------------------------------------------ | ------------- | ------ |
| 1996 | Oscar de melhor curta-metragem de animação | Nick Park     | Venceu |
| 1996 | Emmy Internacional de Artes Populares      | Nick Park     | Venceu |